# Paraepepeotes breuningi
Paraepepeotes breuningi är en skalbaggsart som beskrevs av Maurice Pic 1935. Paraepepeotes breuningi ingår i släktet Paraepepeotes och familjen långhorningar.
Artens utbredningsområde är:
- Laos.
- Burma.

Inga underarter finns listade i Catalogue of Life.